# 中白根
中白根（なかしらね）は、神奈川県横浜市旭区の町名。現行行政地名は中白根一丁目から中白根四丁目。住居表示実施済み区域。

## 地理
旭区北東部に位置する。東で保土ケ谷区新井町、上菅田町、北で白根町、緑区白山、寺山町、西で上白根、南で白根と接している。
ほぼ全域が住宅地。高度経済成長期に東急グループと三菱重工業グループが白根地区を開発した際に宅地化された（1961年頃）。
隣接する上白根と合わせ東急白根ニュータウンと三菱住宅(三菱重工業の不動産関係会社が開発）が形成されている。広さは東西に約800m、南北に約1000mほど。また、町内には公園が多く、中心にある旭台中央公園は付近の住民の憩いの場となっている。
また、町内には日産自動車の社宅があったが近年取り壊され、新しい集合住宅が建っている。新たな200世帯以上の大規模マンション建設などにより活気が戻りつつある。
現在は徐々に高齢化が目立つ。周辺の高齢化が進行しつつあるため町内にコミュニティーバスを運行させようと住民から横浜市に要望書が提出されているが現在のところ道幅などの関係から実現していない。

### 地価
住宅地の地価は、2025年（令和7年）1月1日の公示地価によれば、中白根1-15-20の地点で17万2000円/m²となっている。

## 歴史
中白根は上白根町と白根町のそれぞれ一部から成立した。この際、旧白根町は白根と中白根に分割された。現在も旭区北端に市街化調整区域の白根町が残る。

### 沿革
- 1989年（平成元年）8月21日 - 旭区白根・中白根第二次地区の住居表示の実施に伴い、上白根町、白根町、緑区寺山町の各一部から中白根一丁目、中白根二丁目、中白根三丁目、中白根四丁目を設置[6]。
- 1993年（平成4年）1月25日 - 中白根二丁目の15番・18番の街区を変更する[7]。
- 2003年（平成14年）2月15日 - 中白根二丁目の19番・20番の街区を変更する[8]。
- 2013年（平成24年）9月5日 - 中白根一丁目の13番・14番の街区を変更する[8]。

### 町名の変遷
| 実施後       | 実施年月日                | 実施前（各町名ともその一部）         |
| ------------ | ------------------------- | ------------------------------------ |
| 中白根一丁目 | 1989年（平成元年）8月21日 | 白根町の一部                         |
| 中白根二丁目 | 1989年（平成元年）8月21日 | 上白根町、白根町の各一部             |
| 中白根三丁目 | 1989年（平成元年）8月21日 | 上白根町、白根町、緑区寺山町の各一部 |
| 中白根四丁目 | 1989年（平成元年）8月21日 | 白根町の一部                         |

## 世帯数と人口
2025年（令和7年）6月30日現在（横浜市発表）の世帯数と人口は以下の通りである。
| 丁目         | 世帯数    | 人口    |
| ------------ | --------- | ------- |
| 中白根一丁目 | 757世帯   | 1,676人 |
| 中白根二丁目 | 1,246世帯 | 2,717人 |
| 中白根三丁目 | 566世帯   | 1,199人 |
| 中白根四丁目 | 1,246世帯 | 2,905人 |
| 計           | 3,815世帯 | 8,497人 |

### 人口の変遷
国勢調査による人口の推移。
| 年                 | 人口  |
| ------------------ | ----- |
| 1995年（平成7年）  | 7,718 |
| 2000年（平成12年） | 8,046 |
| 2005年（平成17年） | 8,840 |
| 2010年（平成22年） | 9,037 |
| 2015年（平成27年） | 8,919 |
| 2020年（令和2年）  | 8,675 |

### 世帯数の変遷
国勢調査による世帯数の推移。
| 年                 | 世帯数 |
| ------------------ | ------ |
| 1995年（平成7年）  | 2,467  |
| 2000年（平成12年） | 2,693  |
| 2005年（平成17年） | 3,034  |
| 2010年（平成22年） | 3,225  |
| 2015年（平成27年） | 3,272  |
| 2020年（令和2年）  | 3,318  |

## 学区
市立小・中学校に通う場合、学区は以下の通りとなる（2024年11月時点）。
| 丁目         | 番・番地等 | 小学校               | 中学校               |
| ------------ | --- | -------------------- | -------------------- |
| 中白根一丁目 | 全域 | 横浜市立白根小学校   | 横浜市立旭北中学校   |
| 中白根二丁目 | 1番〜31番29号 31番42号〜31番の終り 33番〜36番29号 36番32号〜37番7号 37番16号〜最終号 40番21〜30号、46番9〜18号 47番1〜7号、48番 | 横浜市立白根小学校   | 横浜市立旭北中学校   |
| 中白根二丁目 | 36番30〜31号 | 横浜市立白根小学校   | 横浜市立鶴ヶ峯中学校 |
| 中白根二丁目 | 31番30〜41号、32番 37番8〜15号 38番〜40番20号 40番31号〜46番8号 46番19〜22号 47番8〜12号、49〜51番                              | 横浜市立上白根小学校 | 横浜市立旭北中学校   |
| 中白根三丁目 | 全域 | 横浜市立上白根小学校 | 横浜市立旭北中学校   |
| 中白根四丁目 | 全域 | 横浜市立上白根小学校 | 横浜市立旭北中学校   |

## 事業所
2021年（令和3年）現在の経済センサス調査による事業所数と従業員数は以下の通りである。
| 丁目         | 事業所数  | 従業員数 |
| ------------ | --------- | -------- |
| 中白根一丁目 | 46事業所  | 266人    |
| 中白根二丁目 | 48事業所  | 427人    |
| 中白根三丁目 | 20事業所  | 166人    |
| 中白根四丁目 | 36事業所  | 179人    |
| 計           | 150事業所 | 1,038人  |

### 事業者数の変遷
経済センサスによる事業所数の推移。
| 年                 | 事業者数 |
| ------------------ | -------- |
| 2016年（平成28年） | 149      |
| 2021年（令和3年）  | 150      |

### 従業員数の変遷
経済センサスによる従業員数の推移。
| 年                 | 従業員数 |
| ------------------ | -------- |
| 2016年（平成28年） | 987      |
| 2021年（令和3年）  | 1,038    |

## 交通

### 鉄道
鉄道は地内にはないが区内にある相鉄本線の鶴ヶ峰駅か緑区にあるJR横浜線の鴨居駅、および中山駅が利用される。利用者では鶴ヶ峰駅のほうが多いが、東京都心方面へはJR横浜線を利用することが便利なので利用される。横浜駅へは相鉄線の方が快速で9分2駅なので鶴ヶ峰駅が利用される。どちらの駅ともに約1kmから2kmほど離れており、徒歩約10～20分、自転車利用で約5～10分、バス利用で約5～15分である。

### バス
町内の中心に旭台バス停があり、相鉄バスの起点のひとつになっている。また、町外だが新井町方面には鴨居駅、および横浜駅西口行きのバスが運行されている。
町内のバス停
- 旭台          ＜旭12＞ 鶴ヶ峰駅行き  相模鉄道バス（始発）
- 白根台第2     ＜旭12＞ 鶴ヶ峰駅、旭台行き  相模鉄道バス
- 白根台第1     ＜旭12＞ 鶴ヶ峰駅、旭台行き  相模鉄道バス
- 白根小学校前  ＜旭10＞＜旭11＞＜旭12＞＜旭13＞ 鶴ヶ峰駅、中山駅、西ひかりが丘、よこはま動物園、旭台、横浜駅西口行き  相模鉄道バス
- 谷戸入口  ＜旭10＞＜旭11＞＜旭13＞ 鶴ヶ峰駅、中山駅、西ひかりが丘、よこはま動物園、横浜駅西口行き  相模鉄道バス

付近のバス停
- 白山高校前     ＜12＞＜119＞ 鴨居駅、中山駅、西菅田団地、緑車庫行き 横浜市営バス 神奈川中央交通
- さわやか苑前   ＜119＞ 鴨居駅行き（循環）横浜市営バス 神奈川中央交通
- 千丸台団地     ＜62＞ 横浜駅西口行き 神奈川中央交通、＜119＞ 鴨居駅行き 横浜市営バス 神奈川中央交通
- 長坂           ＜旭11＞＜旭13＞＜136＞中山駅、よこはま動物園行き 相鉄バス 横浜市営バス

### 幹線道路
町内の住宅は駐車場付きが多く、自家用車の所有率が高い。鶴ヶ峰駅方面から延びる白根街道があり、鶴ヶ峰で国道16号線と交わり、上白根で中原街道と交わる。
自動車専用道路の保土ヶ谷バイパスでは下川井ICと二俣川・本村ICが近い。
高速道路の東名高速道路では横浜町田ICが近い。

## 施設
BIG-A横浜中白根店、（旧TESCO白根旭台店、旧東急ストア 白根店）、そうてつローゼン 白根店のほか、上白根にある大型ショッピングモール「横浜四季の森フォレオ」などの商業施設が多数ある。また、約200~500mほど離れた保土ヶ谷区新井町には、千丸台団地商店街があり各種店舗が建ち並ぶ。住宅密集地であるが長らくコンビニが町内には無く、2016年にファミリーマートが旭台バス停付近に建った。その他文教堂、上白根病院などの施設も付近を通る中原街道や白根通り沿いに集まる。地内の旭台バス停周辺には数種類の店舗がある。

## 催事
町内の中心にある旭台中央公園や、中白根二丁目にある日影山公園では毎年夏（7月下旬頃）に祭りが開かれる。
クリスマスシーズンには、東急グループと三菱重工業グループが開発した横浜市青葉区大場町と同様、街のあちこちでホームイルミネーションが演出される。

## その他

### 日本郵便
- 郵便番号 : 241-0004[3]（集配局：横浜旭郵便局[18]）

### 警察
町内の警察の管轄区域は以下の通りである。
| 丁目         | 番・番地等 | 警察署   | 交番・駐在所   |
| ------------ | ---------- | -------- | -------------- |
| 中白根一丁目 | 全域       | 旭警察署 | 白根交番       |
| 中白根二丁目 | 全域       | 旭警察署 | ひかりが丘交番 |
| 中白根三丁目 | 全域       | 旭警察署 | ひかりが丘交番 |
| 中白根四丁目 | 全域       | 旭警察署 | 白根交番       |

## 参考資料
- “横浜市町区域要覧” (PDF).   横浜市市民局 (2016年6月). 2023年6月6日閲覧。 “横浜市町区域要覧”